# Irish League 1956-1957
L'Irish League 1956-1957 è stata la 56ª edizione della prima divisione del campionato nordirlandese di calcio.
Il campionato era formato da dodici squadre e il Glenavon vinse il titolo. Non vi furono retrocessioni.

## Classifica finale
| Pos. | Squadra          | G  | V  | N | P  | GF | GS | Punti |
| ---- | ---------------- | -- | -- | - | -- | -- | -- | ----- |
| 1    | Glenavon         | 22 | 16 | 3 | 3  | 71 | 22 | 35    |
| 2    | Linfield         | 22 | 14 | 6 | 2  | 67 | 32 | 34    |
| 3    | Glentoran        | 22 | 13 | 4 | 5  | 56 | 39 | 30    |
| 4    | Ards             | 22 | 12 | 4 | 6  | 65 | 34 | 28    |
| 5    | Coleraine        | 22 | 11 | 3 | 8  | 54 | 51 | 25    |
| 6    | Distillery       | 22 | 9  | 4 | 9  | 47 | 62 | 22    |
| 7    | Bangor           | 22 | 7  | 6 | 9  | 47 | 44 | 20    |
| 8    | Crusaders        | 22 | 9  | 2 | 11 | 38 | 46 | 20    |
| 9    | Derry City       | 22 | 8  | 3 | 11 | 41 | 52 | 19    |
| 10   | Portadown        | 22 | 5  | 6 | 11 | 47 | 66 | 16    |
| 11   | Ballymena United | 22 | 3  | 3 | 16 | 35 | 72 | 9     |
| 12   | Cliftonville     | 22 | 2  | 2 | 18 | 31 | 79 | 6     |

G = Partite giocate; V = Vittorie; N = Nulle/Pareggi; P = Perse; GF = Goal fatti; GS = Goal subiti; 